# Irene Usabiaga
Irene Usabiaga Balerdi (Ordizia, 22 de septiembre de 1993) es una deportista española que compite en ciclismo en la modalidad de pista. Ganó una medalla de bronce en el Campeonato Europeo de Ciclismo en Pista de 2015, en la prueba de eliminación; aunque también disputa carreras de ruta.
Su hermana mayor, Ana, también es ciclista profesional, de hecho siempre han compartido equipo. Además, su hermano más mayor, Pedro, también fue ciclista.

## Trayectoria deportiva
Comenzó destacando desde 2010 en ruta, alcanzando varios top-20 en campeonatos europeos y mundiales de categorías inferiores, modalidad que compaginaba con la pista, donde conseguía sus primeras victorias pero a nivel nacional.
Desde 2015 se centró en la pista, fichando por el Eustrak-Euskadi —entre 2012 y 2014 estuvo enrolada en el equipo de ciclismo en ruta del Lointek—. A finales de ese año consiguió su mejor resultado internacional al ser segunda en la carrera de eliminación del Campeonato Europeo. Además, ocasionalmente es seleccionada para participar con el equipo nacional en algunas carreras de ruta.

## Medallero internacional
| Campeonato Europeo | Campeonato Europeo | Campeonato Europeo | Campeonato Europeo |
| Año                | Lugar              | Medalla            | Competición        |
| ------------------ | ------------------ | ------------------ | ------------------ |
| 2015               | Grenchen (Suiza)   | Medalla de bronce  | Eliminación        |

## Palmarés
2011 (como amateur)
- 3.ª en el Campeonato de España Puntuación

2012
- Campeonato de España Persecución por Equipos (haciendo equipo con Olatz Ferrán y Ana Usabiaga)
- Campeonato de España Puntuación

2013
- Campeonato de España Persecución
- Campeonato de España Persecución

2014
- Campeonato de España Persecución por Equipos (haciendo equipo con Olatz Ferrán y Ana Usabiaga)
- Campeonato de España Persecución

2015
- 2.ª en el Campeonato de España Persecución
- Campeonato de España Persecución por Equipos (haciendo equipo con Ziortza Isasi, Naia Leonet y Ana Usabiaga)
- Anadia Omnium
- 3.ª en el Campeonato Europeo Eliminación

## Equipos

### Carretera
- Lointek (2012-2014)

### Pista
- Eustrak-Euskadi (2015-2016)